# أركاديو غونزاليس
أركاديو غونزاليس (بالإسبانية: Arcadio González) هو لاعب كرة قدم ومدرب كرة قدم باراغواياني، ولد في 30 نوفمبر 1979 في كابياتا في باراغواي. لعب مع نادي كوبريلوا.